# Kollafjørður
Kollafjørður er en færøsk bygd beligggende på nordsiden af fjorden Kollafjøður på det sydøstlige Streymoy, cirka 25 km nord for Tórshavn. Fra 1913‑2001 var Kollafjørður en selvstændig kommune, som i 2001 blev en del af Tórshavn Kommune.
Kollafjarðar Skúli med bl.a. gymnastiksal og svømmebassin. Skolen er nu en af Tórshavnar Kommunas skoler, og her undervises elever fra 1. til 9. klasse.
Hvert tredje år har Kollafjørður i begyndelsen af juli en byfest kaldet Sundalagsstevna. Kollafjørður og bygderne langs Sundini skiftes til at arrangere stævnet, en festival som afholdes hver sommer med idræts- og kulturaktiviteter.
Bygden har supermarked, forsamlingshus, missionshus, frikirke, lægekonsultation, børnehave og et plejehjem.

## Erhvervsliv
Fiskefabrikken PP Faroe Pelagic bearbejder pelagiske fisk til eksport,  og rederiet Samskip har etableret sig med to frysehoteller. To rederier med rejetrawler og trawlere udstyret til pelagisk fiskeri, A/S Líðin og Northwest Pelagic, har hovedsæde i Kollafjørður. Selve fjorden Kollafjørður er godkendt som lakseopdrætsområde, hvor Bakkafrost har licensen. Der drives også hummerfiskeri i mindre skala i fjorden og ud for fjordmundingen i Tangafjørður.
Envidere ligger der i havneområdet vinduefabrikken Atlanticpane, byggefirmaet Bulur og transportfirmaet IR-transport råder over 50 køretøjer. Dertil kommer fem andre mindre firmaer med lastvogne og køretøjer til specialtransport samt flere mindre service- og håndværkervirksomheder.
Landbruget har stadig betydning blndt andet med får og malkekøer. Fæstejorden er fordelt på 11 fæstere, hvoraf den ene er den offentligt ejede forsøgsstation Búnaðarstovan.

## Historie
Stedet var i den sene middelalder et lokalt tingsted, det såkaldte Vårting.
Kollafjørður er første gang nævnt skriftlig i jordebogen fra 1584.
Omkring 1800 var Kollafjørður med sine 134 indbyggere en af de vigtigste landbrugsbygder.
Fra 1838 til 1849 underviste en rejselærer børnene i Kollafjørður . 1885 blev der ansat en fast lærer i bygden, og den første skole stod færdig við Sjógv i 1889.

## Kirken
Kollafjarðar kirkja  er en typisk sorttjæret færøsk trækirke fra 1837 på et hvidmalet fundament med tag af græstørv, med hvidmalede vinduer og et lille hvidt klokketårn på tagets vestlige ende. Tagryttere står diagonalt på kirken og har pyramidetag, der ender i en fløjstang. Kirken har syv vinduer på nord siden og otte på sydsiden - alle forsynet med skodder. I vestgavlen ses et højtsiddende dobbeltvindue og et enkelt i korgavlen. Indgangsdøren sidder i kirkens nordvestlige ende. 

## Sport
Idrætsforeningen KÍF har mande- og kvindehåndbold, roning og volleyball. KÍF er i flere omgange blevet færøske mestre i herrehåndbold og roning. Skakklubben Kollafjarðar Talvfelag har vundet flere mesterskaber.

## Galleri
| - Billeder fra Kollafjørður - Kollafjarðar kirkja - Udsigt over Kollafjørður - Kollafjørður (venstre), Signabøur (højre) og fjorden Kollafjørður - Færøbåden Kollur fra Kollafjørður |

## Personligheder
- Jens Christian Djurhuus (1773–1853) – bonde og digter
- Johan C.F. Dam (1863–1925) – bonde og politiker
- Johan Dalsgaard (* 1966) – komiker og skuespiller

## References
1. ↑  https://hagstova.fo/fo/folk/folkatal/folkatal
2. ↑  Kollafjørður, torshavn.fo (på færøsk)
3. ↑  Sundalagsstevna (færøsk), Tórshavnar kommuna, hentet 24. maj 2020
4. 1 2  Kollafjørður (Bygd) i lex.dk
5. ↑  https://web.archive.org/web/20170303031158/http://danske-kirker.dk/index.php/19-faeroerne/217-kollafjordhur-kirkja
6. ↑  Kollafjarðar Ítróttarfelag - KÍF, isf.fo